# Conospermum sphacelatum
Conospermum sphacelatum (лат.) — кустарник, вид рода Коноспермум (Conospermum) семейства Протейные (Proteaceae), произрастающий в Квинсленде (Австралия).

## Ботаническое описание
Conospermum sphacelatum — слаборазветвлённый кустарник высотой до 70 см. Листья от линейных до узко-обратнояйцевидных, 5-10 см длиной, 1-3 мм шириной, восходящие, от опушённых до шелковистых или гладких, но с белыми волосками у основания; вершина коническая; видна средняя жилка. Соцветие — метёлка; цветоножка 5-10 см длиной, от щетинистой до войлочной; прицветники 2-2,5 мм длиной, 3,5-3,75 мм шириной, яйцевидно-сердцевидные, опушённые, с реснитчатыми краями. Околоцветник белый, слегка опушённый; трубка длиной 6-7 мм, слегка опушённая; верхняя губа дельтовидная, 2,75-3 мм длиной, 2-2,25 мм шириной, с волнистым краем и острой вершиной; нижняя губа объединена на 1,25-1,5 мм. Плод — орех длиной 1,75-2,25 мм, шириной 3 мм, от белого до матового кремового цвета; волоски по окружности 3-4 мм длиной, золотистые; центральный пучок отсутствует.

## Таксономия
Вид был официально описан в 1848 году английским ботаником Уильямом Джексоном Гукером в журнале Томаса Митчелла J. Exped. Trop. Austral.. Описание было основано на экземпляре, собранном Митчеллом в 1846 году в субтролической Новой Голландии (Квинсленд).

## Распространение и местообитание
C. sphacelatum — эндемик Австралии, где произрастает в Квинсленде. Встречается в Лейхгардте (пригород Ипсуича), Мараноа и Митчелле в Квинсленде. Растёт на каменистых почвах на песчанике.

## Экология
Экземпляры из национального парка Ущелье Исла имеют гладкие листья, только у основания густо-шелковистые, цветки менее густо опушённые и бархатистые прицветники.